# 重興 (越南)
重兴（Trùng Hưng，1285年九月—1293年三月初九），越南陳朝仁宗的第二个年号。

## 纪年
| 重兴 | 元年   | 2年    | 3年    | 4年    | 5年    | 6年    | 7年    | 8年    | 9年    |
| 公元 | 1285年 | 1286年 | 1287年 | 1288年 | 1289年 | 1290年 | 1291年 | 1292年 | 1293年 |
| 干支 | 乙酉   | 丙戌   | 丁亥   | 戊子   | 己丑   | 庚寅   | 辛卯   | 壬辰   | 癸巳   |

## 出典
- 《大越史記全書》本紀卷5　乙酉紹宝7年秋9月条

| 前一年號： 绍宝 | 越南陳朝年号 | 下一年號： 兴隆 |